# Lansnäva
Lansnäva (Erodium botrys) är en näveväxtart som först beskrevs av Antonio José Cavanilles, och fick sitt nu gällande namn av Antonio Bertoloni. Enligt Catalogue of Life ingår Lansnäva i släktet skatnävor och familjen näveväxter, men enligt Dyntaxa är tillhörigheten istället släktet skatnävor och familjen näveväxter. Arten förekommer tillfälligt i Sverige, men reproducerar sig inte. Inga underarter finns listade i Catalogue of Life.